# 8-ма піхотна дивізія (США)
8-ма піхотна дивізія (США) (англ. 8th Infantry Division (United States) — військове з'єднання, піхотна дивізія армії США. Дивізія брала участь у бойових діях Другої світової війни, а також у кампанії в Перській затоці.
8-ма піхотна дивізія була заснована у січні 1918 року під час Першої світової війни, але взяти участь у бойових діях не встигла і повернулася до Сполучених Штатів. Знову активована 1 липня 1940 року в рамках нарощування військових сил перед вступом США у Другу світову війну, дивізія брала активні дії на Європейському театрі воєнних дій. Після Другої світової війни дивізія була переміщена до Західної Німеччини, де вона залишалася в казармах Роуз у Бад-Кройцнах, доки її не розформували 17 січня 1992 року.

## Зміст
8-ма дивізія була сформована у січні 1918 року за часів Першої світової війни й входила до складу американських експедиційних сил; утім участі в бойових діях на Західному фронті не брала.

### Друга світова війна
1 липня 1940 року дивізія активована знову й уведена до складу I армійського корпусу. 5 грудня 1943 року перекинута через Атлантичний океан до Європи. Після проведення повного курсу бойової підготовки в Ірландії 4 липня 1944 року 8-ма піхотна дивізія висадилася на плацдарм «Юта» у Нормандії. Перший бій частин дивізії стався 7 липня. Долаючи спротив противника та загородження у північно-західній Франції у вигляді бокажа, 26 липня з'єднання перетнуло річку Ай, 8 серпня прорвалося через Ренн і у вересні обложило Брест. 19 вересня півострів Крозон був очищений від німецьких військ і дивізію перекинули через Францію до Люксембургу.
20 листопада вона зайняла вихідні позиції навпроти до Хюртгенвальдського лісу. 28 листопада з боями очистила Хюртгенвальд, 3 грудня здобула Бранденберг і вийшла до Рура. 23 лютого 1945 року підрозділи 8-ї піхотної дивізії форсували цю річку, 25 лютого був узятий Дюрен, а Ерфтський канал американці перетнули 28-го. 7 березня 8-ма дивізія вийшла до Рейну поблизу Роденкірхена і утримував позиції вздовж річки біля Кельна. 6 квітня дивізія атакувала на північний захід, щоб допомогти знищити ворожі сили, оточені в Рурському мішку, і до 17 квітня завершила виконання свого завдання. 1 травня, перебуваючи в оперативному підпорядкуванні британської 2-ї армії, перетнула Ельбу і прорвалася до Шверіна, коли війна в Європі закінчилася.
За час бойових дій у Європі 8-ма піхотна дивізія провела в боях 266 діб і зазнала наступних втрат: 2532 військових загинули в бою або померли від поранень, 10057 дістали поранень, 729 зникли безвісти та 668 потрапили у полон. Загалом з'єднання зазнало 13 986 втрат за час війни.
За бойові заслуги три військовослужбовці дивізії були удостоєні найвищої нагороди — медалі Пошани (рядові I класу Ернест Пруссман і Волтер Ветцель та штаб-сержант Джон Мінік). 33 військові стали кавалерами Хреста «За видатні заслуги», 2 — медалі «За видатні заслуги» армії, 768 — кавалерами Срібної зірки, 12 — Легіону заслуг, 2 — Хреста льотних заслуг, 2 874 — Бронзової зірки, 1 — Пурпурового серця, 107 — Повітряної медалі і 24 — Солдатської медалі.

#### Підпорядкованість
- 30 листопада 1943 — у підпорядкуванні 1-ї армії
- 24 грудня 1943 — увійшла до XV корпусу
- 1 липня 1944 — до VIII корпусу, 1-ї армії
- 1 серпня 1944 — VIII корпус, 3-ї армії, 12-ї групи армій
- 5 вересня 1944 — VIII корпус, 9-ї армії, 12-ї групи армій
- 22 жовтня 1944 — VIII корпус, 1-ї армії, 12-ї групи армій
- 19 листопада 1944 — V корпус
- 18 грудня 1944 — VII корпус
- 20 грудня 1944 — у складі 1-ї армії придана британській 21-й групі армій
- 22 грудня 1944 — XIX корпус, 9-ї армії (придана британській 21-ій групі армій), 12-ї групи армій
- 3 лютого 1945 — VII корпус, 1-ї армії, 12-ї групи армій
- 2 квітня 1945 — XVIII повітрянодесантний корпус
- 26 квітня 1945 — XVIII повітрянодесантний корпус, 9-ї армії, 12-ї групи армій (оперативно підпорядкована британській 2-ій армії 21-ї групи армій)

### Холодна війна
8-ма піхотна дивізія була втретє відновлена в 1950 році як навчальна дивізія у Форт-Джексоні, Південна Кароліна, а в 1954 році стала піхотною дивізією Регулярної армії. У 1956-57 роках її передислокували до Західної Німеччини, спочатку на тимчасовій основі в рамках операції «Гіроскоп», але врешті-решт дивізія залишалася в Західній Німеччині протягом десятиліть. Перша бригада дивізії (з підпорядкованими частинами) дислокувалася в Майнці, друга бригада (з частинами) — в Баумгольдері, а третя бригада (з підлеглими частинами) — у Мангаймі (казарми Саллівана і Коулмена). У 1974 році за поправкою сенатора Сема Нанна від Джорджії була проведена реорганізація американських військ в Європі, і на континент були відправлені ще дві додаткові бригади. 4-та бригада 4-ї піхотної дивізії («бригада-76») була відправлена в Європу восени 1976 року. Вона дислокувалася у Вісбадені й підкорялася 8-ій піхотній дивізії протягом восьми років. Це була унікальна ситуація — 8-ма дивізія була єдиної в історії армії США дивізією чотирибригадного складу. У 1984 році 4-ту бригаду вивели і чисельність дивізії знизилася до стандартних трьох бригад. З грудня 1957 року і до того часу, поки в січні 1992 року не було розформовано, 8-ма піхотна дивізія розташовувалася в Бад-Кройцнах.